# هواوي أسيند (هاتف)
هواوي أسيند (بالإنجليزية: Huawei Ascend)‏هو أول هاتف ذكي في فئة هواوي أسيند، أنتجته شركة هواوي ويعمل بنظام الأندرويد. تم الإعلان عنه لأول مرة في الولايات المتحدة لشركتي كريكيت وايرلس ومترو بي سي إس. وفي صيف 2012، أصبح متاحًا في أوروبا. يتميز الجهاز بشاشة بقياس 3.5 بوصة تعمل باللمس، ومخرج سماعة وكاميرا بدقة 3.2 ميجا بيكسل.